# Conus amphiurgus
Espèce
Statut de conservation UICN

 LC  : Préoccupation mineure
Conus amphiurgus est une espèce de mollusques gastéropodes marins de la famille des Conidae.
Comme toutes les espèces du genre Conus, ces escargots sont prédateurs et venimeux. Ils sont capables de « piquer » les humains et doivent donc être manipulés avec précaution, voire pas du tout.

## Distribution
Locus typicus: Pta. Guanajibo et Pta. Arenas, 

englobant la Bahia Bramadero sur la côte ouest de Porto Rico.
Cette espèce est présente dans l'Atlantique occidental tropical, la mer des Caraïbes et le golfe du Mexique.

### Niveau de risque d’extinction de l’espèce
Selon l'analyse de l'UICN réalisée en 2011 pour la définition du niveau de risque d'extinction, cette espèce se trouve dans tout le golfe du Mexique, de l'île Contoy Yucatan au Cap Hatteras en Caroline du Nord. Il n'y a pas de menaces pour cette espèce et elle est classée dans la catégorie préoccupation mineure.

## Taxonomie

### Publication originale
L'espèce Conus amphiurgus a été décrite pour la première fois en 1889 par le naturaliste, malacologiste et paléontologue américain William Healey Dall (1845-1927) dans la publication intitulée « Bulletin of the Museum of Comparative Zoölogy at Harvard College »,.

### Synonymes
- Conus (Dauciconus) amphiurgus Dall, 1889 · appellation alternative
- Conus juliae Clench, 1942 · non accepté (synonym of Conus amphiurgus)
- Dauciconus amphiurgus (Dall, 1889) · non accepté

## Identifiants taxonomiques
Chaque taxon catalogué par les bases de données biologiques et taxonomiques possède un identifiant qui permet d'établir un point de référence. Les identifiants de Conus amphiurgus dans les principales bases sont les suivants :
BOLD : 750264 - CoL : XWVV - GBIF : 5193197 - iNaturalist : 431824 - IRMNG : 10233398 - NCBI : 605672 - SeaLifeBase : 75310 - TAXREF : 6318 - UICN : 192340 - 